# Mistrovství Evropy v zápasu ve volném stylu 1986
Mistrovství Evropy v zápasu ve volném stylu mužů proběhl v Pireu (Řecko). 

## Muži
| Kategorie | Zlato             | Stříbro              | Bronz             |
| --------- | ----------------- | -------------------- | ----------------- |
| 48 kg     | Alexandr Dorzhu   | Reiner Heugabel      | Alin Păcuraru     |
| 52 kg     | Valentin Jordanov | Šaban Trstena        | Minatula Daibov   |
| 57 kg     | Gueorgui Kalchev  | Ruslan Karayev       | Zygmunt Kołodziej |
| 62 kg     | Jazar Isayev      | Valentin Savov       | Marian Skubacz    |
| 68 kg     | Abdula Magomedov  | Simeon Shcherev      | Jan Szymański     |
| 74 kg     | Adlan Varajev     | Claudiu Tămăduianu   | Kemal Padarev     |
| 82 kg     | Alexandar Nanev   | Vagab Kazibekov      | Jozef Lohyňa      |
| 90 kg     | Sanasar Oganisian | Gábor Tóth           | Torsten Wagner    |
| 100 kg    | Gueorgui Yanchev  | Aslan Jadartsev      | Uwe Neupert       |
| 130 kg    | Andreas Schröder  | Maljaz Mermanishvili | Adam Sandurski    |